# 6-я авиаполевая дивизия
6-я авиаполевая дивизия (нем. 6. Luftwaffen-Felddivision) — тактическое соединение ВВС нацистской Германии.

## История
Дивизия сформирована в сентябре 1942 года.
В 1943 г. был сформирован артиллерийский полк, артиллерийский дивизион которого стал 3-м, зенитный дивизион — 4-м, а противотанковый дивизион — 5-м дивизионами. Противотанковый дивизион впоследствии был выделен в отдельный.
1 ноября 1943 г. дивизия была передана в состав армии как «6-я полевая дивизия (Л)» (нем. 6. Feld Division (L)). В течение зимы она была усилена частью расформированных 2-й и 3-й авиаполевых дивизий.
В июне 1944 года 6-я авиаполевая дивизия была уничтожена в ходе Белорусской стратегической наступательной операции РККА и расформирована 3 августа 1944 года.

## Состав
1942 год
- 1-й, 2-й, 3-й, 4-й батальоны (16 рот) (без полкового штаба)
- Противотанковый дивизион (3 батареи)
- Артиллерийский дивизион (3 батареи)
- Зенитный дивизион (3 батареи)
- Инженерная рота
- Рота связи
- Части обеспечения[1]

Состав на 1 ноября 1943 после передачи в состав сухопутных войск
- 52-й егерский полк (Л) (из штаба 471-го пехотного полка и 3-го, 4-го батальонов 3-го егерского полка ВВС)
- 53-й егерский полк (Л) (из 1-го батальона 6-го егерского полка и 2-го батальона 2-го егерского полка ВВС)
- 54-й егерский полк (Л) (из 3-го и 4-го батальонов 6-го егерского полка ВВС)
- 6-й артиллерийский полк (Л) (из штаба, 2-го дивизиона 2-го арт.полка ВВС, 1 и 3-го дивизиона 6-го артполка ВВС, 1-го дивизиона 3-го артполка ВВС)
- 6-й стрелковый батальон (Л)[1]